# André Hess
André Hess  est un footballeur français né le 5 mars 1933 à Montigny-lès-Metz (Moselle) et mort le 3 avril 2004 à Metz. Il était milieu de terrain. 
André Hess a joué 264 matchs en Division 1 et a inscrit 69 buts dans ce championnat.

## Carrière de joueur
- 1952-1959 :  FC Metz
- 1959-1963 :  AS Monaco
- 1963-1964 :  Stade de Reims
- 1964-1965 :  US Boulogne
- 1965-1966 :  FC Metz
- 1966-1967 :  Creutzwald[2]

## Palmarès
- Champion de France en 1961 et 1963 avec l'AS Monaco
- Vainqueur de la Coupe de France en 1960 et 1963 avec l'AS Monaco
- Vainqueur de la Coupe Charles Drago en 1961 avec l'AS Monaco